# Esgaroth

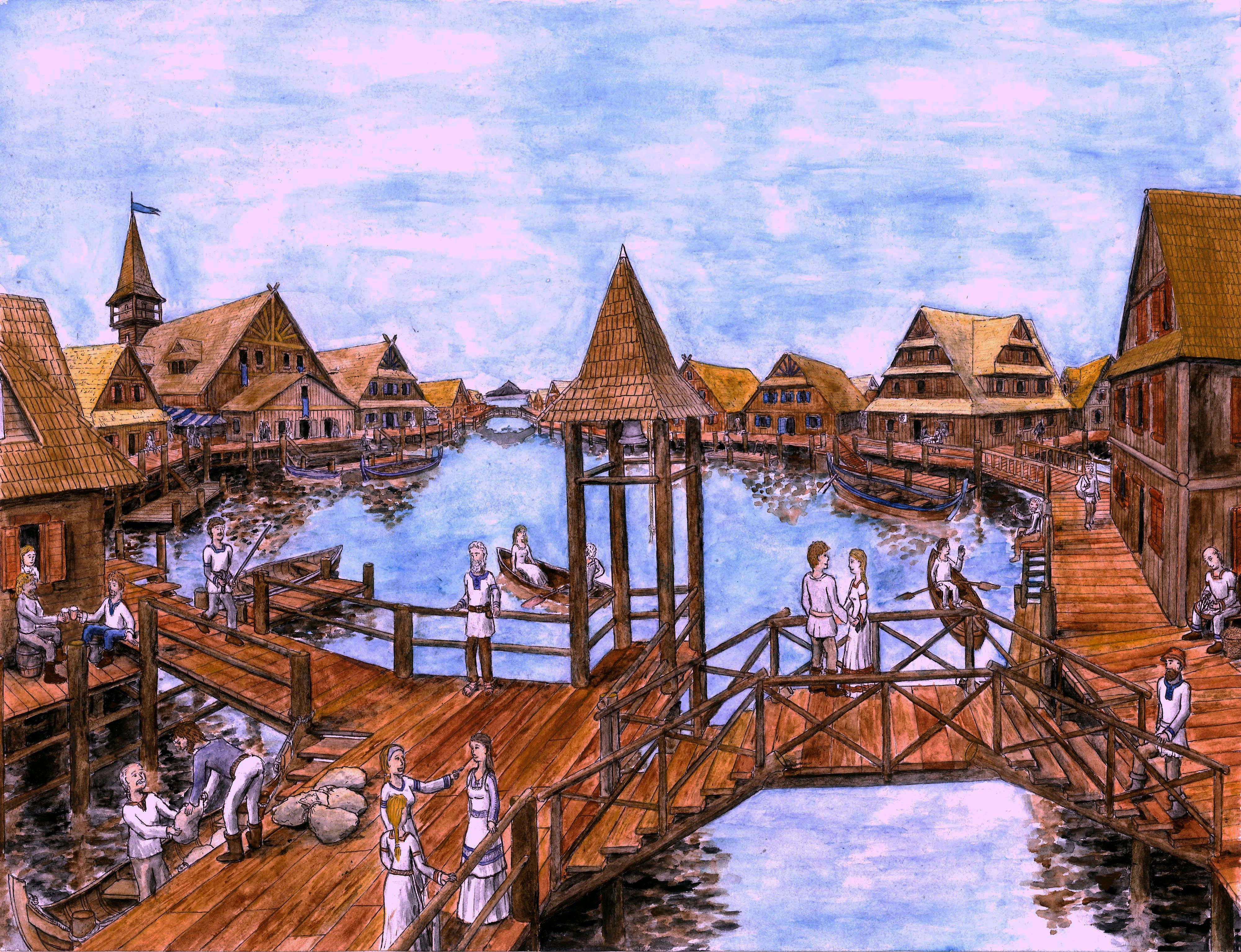
Esgaroth op het Lange Meer.

Esgaroth (Nederlands: Meerstad) (Engels: Laketown) is een plaats uit de werken over de fictieve wereld "Midden-aarde" van schrijver J.R.R. Tolkien. De stad is een paaldorp, geheel van hout gebouwd, op het Lange Meer, dat beschreven wordt in De Hobbit. Het is onder andere de plaats waar de laatste afstammelingen leven van Dal, de stad bij Erebor, de Eenzame Berg.
Toen de draak Smaug naar Dal kwam, werd deze stad geheel verwoest en nam de draak Erebor als rustplaats. Een aantal inwoners van Dal stichtten daarna een paalnederzetting op het Lange Meer, dat door middel van de Woudrivier in verbinding staat met het Demsterwold. De plaats werd bestuurd door de Meester van Esgaroth. De welvarendheid van de nederzetting komt voort uit de drukke handel tussen het paleis van de elfenkoning van het Demsterwold van de boselfen en de stroomafwaarts gelegen streek Dorwinion.
In 2941 van de Derde Era werd Esgaroth door Smaug aangevallen. Bard de Boogschutter wist de draak dodelijk te treffen, maar kon niet voorkomen dat de stad verwoest werd. Met behulp van een deel van de schat van Smaug werd de stad later verder naar het noorden herbouwd. Bard ging met een deel van het volk terug naar Dal om die stad weer in ere te herstellen.